# Llista de topònims de Crespià
Llista de topònims (noms propis de lloc) del municipi de Crespià, al Pla de l'Estany
Informació actualitzada per un bot. Els canvis manuals es perdran quan s'actualitzi!

## casa
| imatge | Nom                          | Ubicat a | instància de | Detalls                                  | coordenades                                                                            | Protecció                                  | Commons (més fotos)                | Dades a WD                    |
| ------ | ---------------------------- | -------- | ------------ | ---------------------------------------- | -------------------------------------------------------------------------------------- | ------------------------------------------ | ---------------------------------- | ----------------------------- |
|        | casa al carrer Major, 12     | Crespià  | casa         | Estil: arquitectura popular              | 42° 11′ 16″ N, 2° 47′ 54″ E / 42.187714°N,2.798273°E ca:C. Major, 12 134 msnm          | bé integrant del patrimoni cultural català | Casa al carrer Major, 12 (Crespià) | Modifica les dades a Wikidata |
|        | cases del torrent del Merler | Crespià  | casa         | Estil: arquitectura popular 18th century | 42° 11′ 16″ N, 2° 47′ 56″ E / 42.187746°N,2.798751°E ca:Carrer Major, Crespià 134 msnm | bé cultural d'interès local                | Cases del torrent del Merler       | Modifica les dades a Wikidata |

## entitat singular de població
| imatge | Nom           | Ubicat a | instància de                                                                   | Detalls | coordenades                                                                      | Protecció | Commons (més fotos) | Dades a WD                    |
| ------ | ------------- | -------- | ------------------------------------------------------------------------------ | ------- | -------------------------------------------------------------------------------- | --------- | ------------------- | ----------------------------- |
|        | Can Llavanera | Crespià  | entitat singular de població                                                   | 35 hab  | 42° 11′ 28″ N, 2° 49′ 49″ E / 42.191155368467875°N,2.8301772683259845°E 126 msnm |           |                     | Modifica les dades a Wikidata |
|        | Crespià       | Crespià  | entitat singular de població ens local històric de Catalunya capital municipal | 185 hab | 42° 11′ 00″ N, 2° 48′ 00″ E / 42.18333°N,2.8°E 134 msnm                          |           |                     | Modifica les dades a Wikidata |
|        | Pedrinyà      | Crespià  | entitat singular de població ens local històric de Catalunya                   | 25 hab  | 42° 12′ 10″ N, 2° 46′ 44″ E / 42.202772°N,2.778968°E 200 msnm                    |           | Pedrinyà (Crespià)  | Modifica les dades a Wikidata |
|        | Pompià        | Crespià  | entitat singular de població                                                   | 4 hab   | 42° 11′ 57″ N, 2° 48′ 31″ E / 42.199082927045°N,2.808704960614°E 172 msnm        |           |                     | Modifica les dades a Wikidata |
|        | el Portell    | Crespià  | entitat singular de població                                                   | 2 hab   | 42° 11′ 14″ N, 2° 46′ 42″ E / 42.187320361081°N,2.778464965776°E 122 msnm        |           |                     | Modifica les dades a Wikidata |

## església
| imatge | Nom                             | Ubicat a | instància de | Detalls                      | coordenades                                                   | Protecció                   | Commons (més fotos)             | Dades a WD                    |
| ------ | ------------------------------- | -------- | ------------ | ---------------------------- | ------------------------------------------------------------- | --------------------------- | ------------------------------- | ----------------------------- |
|        | Sant Bartomeu del Portell       | Crespià  | església     |                              | 42° 11′ 04″ N, 2° 46′ 57″ E / 42.184578°N,2.782577°E          | bé cultural d'interès local | Sant Bartomeu del Portell       | Modifica les dades a Wikidata |
|        | Sant Miquel de la Roca          | Crespià  | església     | Estil: arquitectura gòtica   | 42° 11′ 03″ N, 2° 46′ 55″ E / 42.184036°N,2.781943°E          | bé cultural d'interès local | Sant Miquel de la Roca          | Modifica les dades a Wikidata |
|        | Santa Eulàlia de Crespià        | Crespià  | església     | Estil: arquitectura romànica | 42° 11′ 13″ N, 2° 47′ 57″ E / 42.187062°N,2.799062°E 136 msnm | bé cultural d'interès local | Santa Eulàlia de Crespià        | Modifica les dades a Wikidata |
|        | Sants Just i Pastor de Pedrinyà | Crespià  | església     | Estil: arquitectura romànica | 42° 12′ 10″ N, 2° 46′ 45″ E / 42.202841°N,2.779219°E 201 msnm | bé cultural d'interès local | Sants Just i Pastor de Pedrinyà | Modifica les dades a Wikidata |

## masia
| imatge | Nom                      | Ubicat a | instància de | Detalls                                  | coordenades                                                                                  | Protecció                                  | Commons (més fotos) | Dades a WD                    |
| ------ | ------------------------ | -------- | ------------ | ---------------------------------------- | -------------------------------------------------------------------------------------------- | ------------------------------------------ | ------------------- | ----------------------------- |
|        | Bell-lloc                | Crespià  | masia        |                                          | 42° 12′ 12″ N, 2° 46′ 55″ E / 42.2032928881817°N,2.78200807613645°E                          |                                            |                     | Modifica les dades a Wikidata |
|        | Ca n'Avellana            | Crespià  | masia        |                                          | 42° 12′ 35″ N, 2° 46′ 49″ E / 42.2098372156951°N,2.78028953196257°E                          |                                            |                     | Modifica les dades a Wikidata |
|        | Cal Brunsó               | Crespià  | masia        |                                          | 42° 11′ 30″ N, 2° 46′ 42″ E / 42.1915413961421°N,2.77824557392605°E                          |                                            |                     | Modifica les dades a Wikidata |
|        | Cal Cassó                | Crespià  | masia        |                                          | 42° 11′ 18″ N, 2° 49′ 18″ E / 42.1882395663713°N,2.82156417452544°E                          |                                            |                     | Modifica les dades a Wikidata |
|        | Cal Dragó                | Crespià  | masia        |                                          | 42° 11′ 09″ N, 2° 49′ 44″ E / 42.1858461098098°N,2.82894590767264°E                          |                                            |                     | Modifica les dades a Wikidata |
|        | Cal Ferrer               | Crespià  | masia        |                                          | 42° 11′ 25″ N, 2° 48′ 19″ E / 42.1902843635456°N,2.80517242093074°E                          |                                            |                     | Modifica les dades a Wikidata |
|        | Cal Fill                 | Crespià  | masia        |                                          | 42° 11′ 56″ N, 2° 48′ 57″ E / 42.1987678454813°N,2.81576901406574°E                          |                                            |                     | Modifica les dades a Wikidata |
|        | Cal Mònic                | Crespià  | masia        |                                          | 42° 11′ 17″ N, 2° 47′ 16″ E / 42.1879209212695°N,2.78781334411013°E                          |                                            |                     | Modifica les dades a Wikidata |
|        | Can Bramon               | Crespià  | masia        |                                          | 42° 11′ 48″ N, 2° 48′ 30″ E / 42.1965490551554°N,2.80830231596393°E                          |                                            |                     | Modifica les dades a Wikidata |
|        | Can Bruguera             | Crespià  | masia        |                                          | 42° 11′ 45″ N, 2° 48′ 32″ E / 42.1957392555709°N,2.80876501579723°E                          |                                            |                     | Modifica les dades a Wikidata |
|        | Can Cabrinets            | Crespià  | masia        |                                          | 42° 11′ 35″ N, 2° 47′ 10″ E / 42.1931863481894°N,2.78603957728837°E                          |                                            |                     | Modifica les dades a Wikidata |
|        | Can Font                 | Crespià  | masia        |                                          | 42° 11′ 11″ N, 2° 48′ 49″ E / 42.186482180941°N,2.8135869652235°E                            |                                            |                     | Modifica les dades a Wikidata |
|        | Can França               | Crespià  | masia        |                                          | 42° 11′ 55″ N, 2° 49′ 00″ E / 42.198706372747°N,2.81675030310083°E                           |                                            |                     | Modifica les dades a Wikidata |
|        | Can Fuselles             | Crespià  | masia        |                                          | 42° 11′ 58″ N, 2° 46′ 08″ E / 42.1993493317477°N,2.76883101539206°E                          |                                            |                     | Modifica les dades a Wikidata |
|        | Can Galceran             | Crespià  | masia        |                                          | 42° 11′ 51″ N, 2° 48′ 36″ E / 42.1974974983627°N,2.80997093912155°E                          |                                            |                     | Modifica les dades a Wikidata |
|        | Can Ginestera            | Crespià  | masia        |                                          | 42° 11′ 38″ N, 2° 47′ 00″ E / 42.1938929596457°N,2.78343320997543°E                          |                                            |                     | Modifica les dades a Wikidata |
|        | Can Guixeres             | Crespià  | masia        |                                          | 42° 11′ 13″ N, 2° 46′ 54″ E / 42.1869274364682°N,2.78153146027554°E                          |                                            |                     | Modifica les dades a Wikidata |
|        | Can Llavanera            | Crespià  | masia        | Estil: arquitectura popular              | 42° 11′ 28″ N, 2° 49′ 51″ E / 42.191062°N,2.830768°E                                         | bé integrant del patrimoni cultural català |                     | Modifica les dades a Wikidata |
|        | Can Marcó                | Crespià  | masia        |                                          | 42° 11′ 25″ N, 2° 49′ 55″ E / 42.1903809288738°N,2.8320704011333°E                           |                                            |                     | Modifica les dades a Wikidata |
|        | Can Masós                | Crespià  | masia        |                                          | 42° 11′ 40″ N, 2° 47′ 12″ E / 42.1943673688902°N,2.78667751096903°E                          |                                            |                     | Modifica les dades a Wikidata |
|        | Can Mònic de Baix        | Crespià  | masia        |                                          | 42° 11′ 14″ N, 2° 47′ 43″ E / 42.1871778164871°N,2.79520309519415°E                          |                                            |                     | Modifica les dades a Wikidata |
|        | Can Nas de Gos           | Crespià  | masia        |                                          | 42° 11′ 31″ N, 2° 49′ 10″ E / 42.191919817681°N,2.81942225597696°E                           |                                            |                     | Modifica les dades a Wikidata |
|        | Can Paperina             | Crespià  | masia        |                                          | 42° 11′ 58″ N, 2° 48′ 23″ E / 42.1993830520209°N,2.80651319767796°E                          |                                            |                     | Modifica les dades a Wikidata |
|        | Can Prim del Bosc        | Crespià  | masia        |                                          | 42° 11′ 44″ N, 2° 49′ 50″ E / 42.195514719399°N,2.8305168741585°E                            |                                            |                     | Modifica les dades a Wikidata |
|        | Can Quer de l'Hoste      | Crespià  | masia        |                                          | 42° 11′ 16″ N, 2° 47′ 44″ E / 42.1876557560112°N,2.79554064273052°E                          |                                            |                     | Modifica les dades a Wikidata |
|        | Can Ramió                | Crespià  | masia        |                                          | 42° 10′ 51″ N, 2° 48′ 23″ E / 42.1808837095743°N,2.80635164413833°E                          |                                            |                     | Modifica les dades a Wikidata |
|        | Can Rocassa              | Crespià  | masia        |                                          | 42° 12′ 04″ N, 2° 49′ 42″ E / 42.2009847429813°N,2.82823887205604°E                          |                                            |                     | Modifica les dades a Wikidata |
|        | Can Rogallós             | Crespià  | masia        |                                          | 42° 11′ 33″ N, 2° 49′ 21″ E / 42.1924920356699°N,2.82250900579261°E                          |                                            |                     | Modifica les dades a Wikidata |
|        | Can Saguer               | Crespià  | masia        |                                          | 42° 11′ 29″ N, 2° 49′ 46″ E / 42.1914487146482°N,2.82937891270039°E                          |                                            |                     | Modifica les dades a Wikidata |
|        | Can Tasis                | Crespià  | masia        |                                          | 42° 11′ 52″ N, 2° 49′ 15″ E / 42.1977673280698°N,2.82094387052249°E                          |                                            |                     | Modifica les dades a Wikidata |
|        | Can Teixidor             | Crespià  | masia        |                                          | 42° 12′ 09″ N, 2° 46′ 44″ E / 42.202440339709°N,2.77889791809606°E                           |                                            |                     | Modifica les dades a Wikidata |
|        | Can Vermell              | Crespià  | masia        |                                          | 42° 11′ 16″ N, 2° 47′ 11″ E / 42.1877652071086°N,2.78640906031214°E                          |                                            |                     | Modifica les dades a Wikidata |
|        | Caselles                 | Crespià  | masia        |                                          | 42° 11′ 50″ N, 2° 47′ 43″ E / 42.197258692655°N,2.7953871713281°E                            |                                            |                     | Modifica les dades a Wikidata |
|        | Mas Canova               | Crespià  | masia        |                                          | 42° 12′ 06″ N, 2° 50′ 02″ E / 42.2016234097732°N,2.8338212505579°E                           |                                            |                     | Modifica les dades a Wikidata |
|        | Mas Galant               | Crespià  | masia        |                                          | 42° 11′ 58″ N, 2° 46′ 25″ E / 42.1993139613491°N,2.77367617935779°E                          |                                            |                     | Modifica les dades a Wikidata |
|        | Mas Gener                | Crespià  | masia        |                                          | 42° 11′ 58″ N, 2° 49′ 43″ E / 42.1993282517151°N,2.82869152417685°E                          |                                            |                     | Modifica les dades a Wikidata |
|        | Mas Llu                  | Crespià  | masia        |                                          | 42° 11′ 43″ N, 2° 46′ 27″ E / 42.1951627794193°N,2.77405434498053°E                          |                                            |                     | Modifica les dades a Wikidata |
|        | Mas Manosa               | Crespià  | masia        |                                          | 42° 11′ 03″ N, 2° 49′ 30″ E / 42.1842639361694°N,2.82492974606238°E                          |                                            |                     | Modifica les dades a Wikidata |
|        | Mas Noguera              | Crespià  | masia        |                                          | 42° 12′ 13″ N, 2° 46′ 33″ E / 42.2035331343981°N,2.77581730587211°E                          |                                            |                     | Modifica les dades a Wikidata |
|        | Mas la Costa de Pedrinyà | Crespià  | masia        |                                          | 42° 12′ 21″ N, 2° 46′ 47″ E / 42.2058461118372°N,2.77961287295556°E                          |                                            |                     | Modifica les dades a Wikidata |
|        | ca n'Ordis               | Crespià  | masia        | Estil: arquitectura popular 18th century | 42° 11′ 14″ N, 2° 47′ 58″ E / 42.187274°N,2.799449°E ca:Carrer de Fuesa, 2, Crespià 134 msnm | bé cultural d'interès local                | Ca n'Ordis          | Modifica les dades a Wikidata |
|        | can Porcioles            | Crespià  | masia        | Estil: arquitectura popular 17th century | 42° 11′ 16″ N, 2° 47′ 53″ E / 42.187758°N,2.798091°E ca:Carrer Major, 4, Crespià 134 msnm    | bé integrant del patrimoni cultural català | Can Porcioles       | Modifica les dades a Wikidata |
|        | l'Hostal Nou             | Crespià  | masia        |                                          | 42° 11′ 15″ N, 2° 49′ 35″ E / 42.1873645065255°N,2.82649553162496°E                          |                                            |                     | Modifica les dades a Wikidata |

## muntanya
| imatge | Nom                 | Ubicat a           | instància de | Detalls | coordenades                                                   | Protecció | Commons (més fotos) | Dades a WD                    |
| ------ | ------------------- | ------------------ | ------------ | ------- | ------------------------------------------------------------- | --------- | ------------------- | ----------------------------- |
|        | Puig de Batalla     | Crespià            | muntanya     |         | 42° 10′ 57″ N, 2° 48′ 26″ E / 42.182416°N,2.807101°E 156 msnm |           |                     | Modifica les dades a Wikidata |
|        | Puig de Mas Riera   | Crespià Cabanelles | muntanya     |         | 42° 12′ 01″ N, 2° 48′ 11″ E / 42.200363°N,2.803103°E 211 msnm |           |                     | Modifica les dades a Wikidata |
|        | Puig de les Guardes | Crespià            | muntanya     |         | 42° 11′ 44″ N, 2° 49′ 12″ E / 42.195429°N,2.819997°E 166 msnm |           |                     | Modifica les dades a Wikidata |

## Misc
| imatge | Nom                               | Ubicat a                                | instància de       | Detalls                                                 | coordenades                                                                                              | Protecció                                  | Commons (més fotos)   | Dades a WD                    |
| ------ | --------------------------------- | --------------------------------------- | ------------------ | ------------------------------------------------------- | --- | ------------------------------------------ | --------------------- | ----------------------------- |
|        | Ajuntament de Crespià             | Crespià                                 | casa consistorial  | Estil: arquitectura popular 17th century                | 42° 11′ 16″ N, 2° 47′ 53″ E / 42.187767°N,2.797946°E ca:Carrar Major, Crespià 134 msnm                   | bé integrant del patrimoni cultural català | Ajuntament de Crespià | Modifica les dades a Wikidata |
|        | Fluvià                            | Comarques gironines província de Girona | curs d'aigua       | Desemboca: mar Mediterrània Llarg: 70km Conca: 973.8km² | 42° 05′ 36″ N, 2° 27′ 33″ E / 42.0934°N,2.4591°E 42° 12′ 07″ N, 3° 06′ 38″ E / 42.2019°N,3.1106°E 2 msnm |                                            | Fluvià                | Modifica les dades a Wikidata |
|        | Granja de Can Betlem              | Crespià                                 | granja             |                                                         | 42° 11′ 47″ N, 2° 48′ 53″ E / 42.196397273695°N,2.81458892017082°E                                       |                                            |                       | Modifica les dades a Wikidata |
|        | Polígon industrial Pla de la Font | Crespià                                 | polígon industrial |                                                         | 42° 10′ 48″ N, 2° 48′ 05″ E / 42.1799296191222°N,2.80142623705514°E                                      |                                            |                       | Modifica les dades a Wikidata |
|        | Pou de glaç Crespià               | Crespià                                 | pou de neu         | Estil: arquitectura popular                             | 42° 11′ 02″ N, 2° 49′ 27″ E / 42.18388°N,2.824177°E                                                      | bé integrant del patrimoni cultural català |                       | Modifica les dades a Wikidata |
|        | font de la Mare de Déu            | Crespià                                 | font               |                                                         | 42° 11′ 33″ N, 2° 47′ 08″ E / 42.1924288917087°N,2.78554556974883°E                                      |                                            |                       | Modifica les dades a Wikidata |